# Treino de corpo inteiro
O treino de corpo inteiro é um tipo de rotina de exercícios em que todo o corpo é envolvido em uma única sessão. Essa modalidade opõe-se às rotinas de treino dividido, também conhecidas como treinamento com pesos dividido ou rotina dividida, nas quais diferentes grupos musculares são exercitados em dias separados.

## História
Durante a Era de Bronze do fisiculturismo, tradicionalmente datada do final do século XIX até o final da década de 1930, os fisiculturistas preferiam as rotinas de corpo inteiro, trabalhando vários grupos musculares em uma única sessão. Os treinamentos também eram realizados várias vezes por semana e enfatizavam os movimentos compostos. O fisiculturista Eugen Sandow (1867-1925) valorizava o treino de corpo inteiro, a sobrecarga progressiva e as escolhas alimentares simples.
Pelas décadas de 1950 e 1960, o treino de corpo inteiro era a maneira habitual de treinar, e alguns fisiculturistas, como John Grimek (Mr. America de 1940–41), Steve Reeves (Mr. America de 1947, Mr. World de 1948 e Mr. Universe de 1950), George Eiferman (Mr. America de 1948 e Mr. Universe de 1962), Armand Tanny, Reg Park (Mr. Universe de 1951, 1958 e 1965) e Leroy Colbert (Mr. Eastern America de 1953) normalmente treinavam o corpo inteiro durante suas sessões. Semelhante a Reeves e Eifermen, Vince Gironda favorecia o treinamento de corpo inteiro.

## Vantagens
Com relação às vantagens de exercitar o corpo inteiro em uma única sessão, Steve Reeves afirmou: "Quando você trabalha o seu corpo inteiro em cada treinamento, isso te força a pensar na simetria. O seu foco está sempre no inteiro, e não nas partes."